# Estel Ap i Bp
Els estels Ap i Bp o estrelles Ap i Bp són estels peculiars (d'aquí la "p") de tipus A i B que presenten superabundància d'alguns metalls com l'estronci, el crom i l'europi; A més, les superabundàncies més grans es veuen sovint en praseodimi i neodimi. Aquests estels tenen una rotació més lenta que la rotació normal dels estels de tipus A i B, tot i que en alguns casos arriben a velocitats de 100 km per segon.

## Camps magnètics
Aquests estels tenen camps magnètics més forts que els estels de tipus A i B clàssics, en el cas de HD 215441, arriba als 33,5 kG (3.35 T). Normalment el camp magnètic d'aquests estels està en un rang d'entre uns pocs kG fins a desenes de kG. En la majoria dels casos un camp modelat com un simple dipol és una bona aproximació i dona una explicació de l'aparent variació periòdica en el camp magnètic, com si el camp no estigués alineat amb l'eix de rotació—La força del camp canvia en rotar l'estel. S'ha comprovat que les variacions en el camp magnètic són inversament correlacionades amb la velocitat de rotació, la qual cosa refredaria aquesta teoria. Aquest model d'un camp bipolar, en el que l'eix magnètic es troba compensat amb l'eix de rotació, es coneix com el model de rotador oblic.
S'han proposat dues teories per explicar l'origen d'aquest al camp magnètic en els estels Ap. El primer és la hipòtesi del camp fòssil, en la que el camp seria una relíquia del camp inicial en el medi interestel·lar. Hi hauria prou camp magnètic en el medi interestel·lar per crear un camp magnètic tan alt—de fet, tant és així que s'ha d'invocar la teoria de la difusió ambipolar per reduir el camp als estels normals. Aquesta teoria requereix que el camp romangui estable durant un llarg període, i no queda clar si un camp rotatori oblic podria fer-ho, a més no explicaria per què només una petita proporció d'estels de tipus Ap presenten aquestes forces de camp tan altes. L'altra teoria és la d'acció dinamo dins els nucli rotatoris dels estels AP; això no obstant, no es pot produir la natura obliqua del camp, encara que, per aquest model, invariablement acaba o alineat amb l'eix de rotació o a 90°. Tampoc és clar si és possible un camp dipolar tan gran degut a la lenta rotació de l'estel.

## Taques d'abundància
Les localitzacions espacials de les superabundàncies químiques estan connectades amb la geometria del camp magnètic. Alguns d'aquests estels mostren variacions de la velocitat radial sorgint de pulsacions d'uns pocs minuts.
S'usa espectroscòpia d'alta resolució per a l'estudi d'aquests estels, juntament amb fotografia Doppler la qual utilitza la rotació per deduir un mapa de la superfície estel·lar. Aquests llocs de superabundàncies es coneixen sovint com a taques d'abundància.

## Exemples
Alioth (ε Ursae Majoris) és l'estel Ap més brillant. Altres estels Ap són α Circini, θ Aurigae A, ι Cassiopeiae A i θ¹ Microscopii.